# Gorria

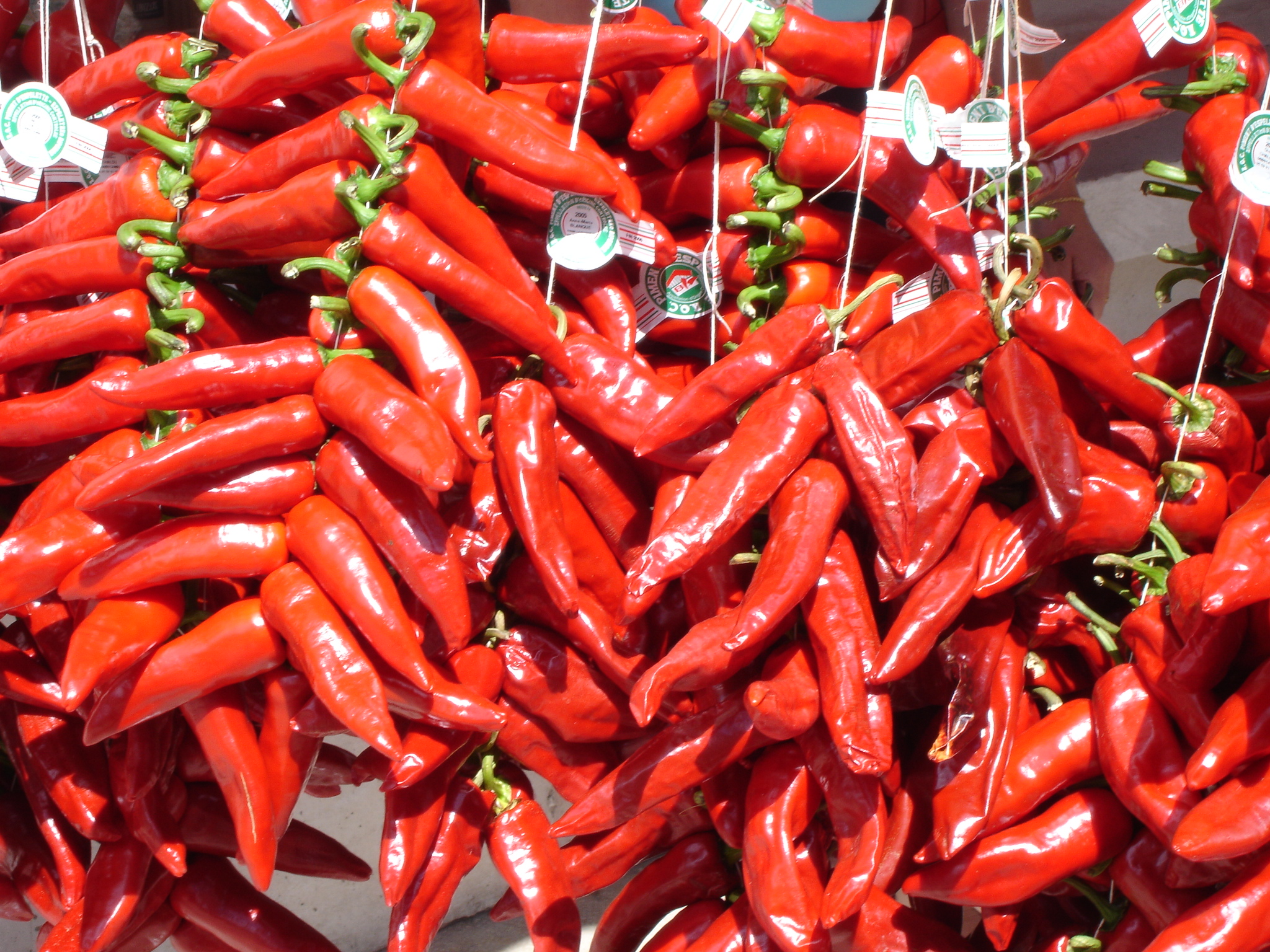
Gorria-Schoten

Gorria, zuweilen als Biper bezeichnet (baskisch für: Pfeffer), ist eine der Art Capsicum annuum zugeordnete Chili-Sorte, die im französischen Baskenland kultiviert wird. Der Name Gorria stammt aus der baskischen Sprache und bedeutet „der / die Rote“. Das aus den Früchten der Gorria gewonnene Gewürz wird als piment d’Espelette oder Ezpeletako biperra bezeichnet.

## Beschreibung
Der Habitus der Gorria ähnelt dem der meisten Pflanzen der Art Capsicum annuum. Sie ist ein buschiger, dicht belaubter, mittelgroßer Halbstrauch. Abhängig von Boden und Feuchtigkeit erreicht die Pflanze eine Höhe von 0,6 bis 1,5 Meter. Sie trägt zwischen 15 und 30 Früchte. Diese hängenden und dünnwandigen Früchte weisen eine Länge von 8 bis 13 Zentimeter auf. Sie sind von konischer Form und haben eine abgerundete Spitze. Die Reifezeit beträgt etwa 65 bis 70 Tage. Reifen Früchten wird eine Schärfe von etwa 1500 bis 2500 Grad auf der Scoville-Skala zugeschrieben.

## Herkunft und Verbreitung

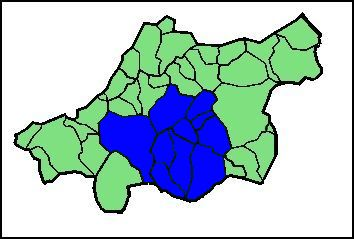
Hauptanbaugebiet der Gorria in der historischen Region Labourd

Die Gorria stammt wie alle Vertreter der Art Capsicum annuum aus dem heutigen Mexiko. Obwohl darüber spekuliert wird, dass der baskische Seefahrer Gonzalo de Percarteguy 1523 neben Maispflanzen auch Chilipflanzen im baskischen Nivetal einführte, ist der Gorria-Anbau im heutigen Verbreitungsgebiet erst ab 1650 belegt. Heute wird die Gorria vor allem in der Region um Espelette angebaut. Neben dem Kernanbaugebiet, das durch die französische Behörde Institut national de l’origine et de la qualité (INAO) kontrolliert wird und die Orte Ainhoa, Cambo-les-Bains, Espelette, Halsou, Itxassou, Jatxou, Larressore, Saint-Pée-sur-Nivelle, Souraïde und Ustaritz umfasst, wird die Gorria auch in anderen Teilen des Baskenlandes angebaut.

## Verwendung

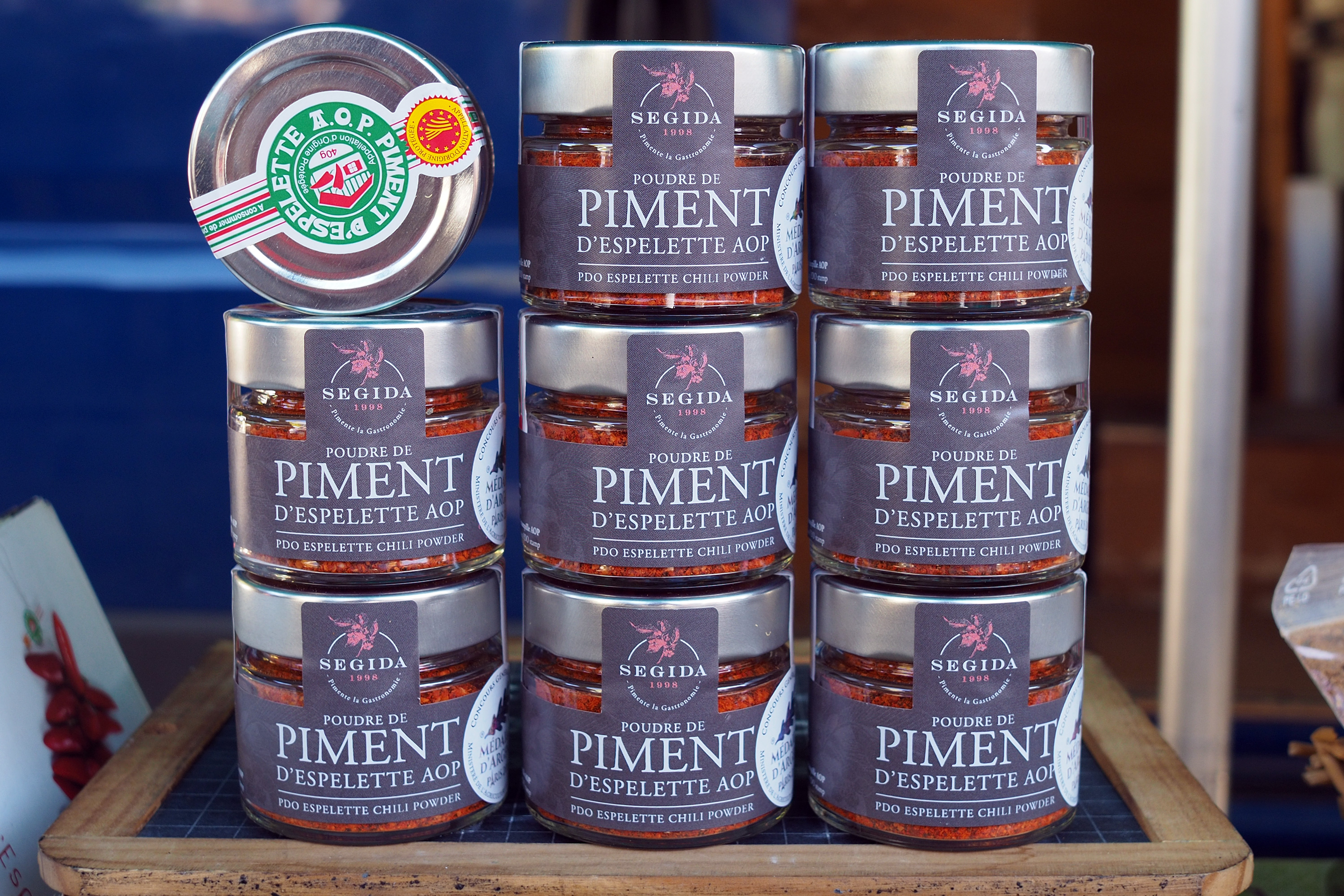
Piment d’Espelette

Das aus den Früchten der Gorria gewonnene Gewürz Piment d’Espelette ist ein wesentlicher Bestandteil der baskischen Küche. Unter den Namen Piment d’Espelette und Piment d’Espelette – Ezpeletako Biperra ist es seit 2002 ein Produkt mit geschütztem Ursprung.